# Meadow Oaks
Meadow Oaks ist  ein census-designated place (CDP) im Pasco County im US-Bundesstaat Florida. Das U.S. Census Bureau hat bei der Volkszählung 2020 eine Einwohnerzahl von 2.842 ermittelt. 

## Geographie
Meadow Oaks liegt rund 40 km westlich von Dade City sowie etwa 50 km nördlich von Tampa.

## Demographische Daten
Laut der Volkszählung 2010 verteilten sich die damaligen 2442 Einwohner auf 1238 Haushalte. 95,2 % der Bevölkerung bezeichneten sich als Weiße, 1,4 % als Afroamerikaner, 0,2 % als Indianer und 1,1 % als Asian Americans. 0,7 % gaben die Angehörigkeit zu einer anderen Ethnie und 1,4 % zu mehreren Ethnien an. 6,1 % der Bevölkerung bestand aus Hispanics oder Latinos.
Im Jahr 2010 lebten in 22,3 % aller Haushalte Kinder unter 18 Jahren sowie 43,5 % aller Haushalte Personen mit mindestens 65 Jahren. 65,8 % der Haushalte waren Familienhaushalte (bestehend aus verheirateten Paaren mit oder ohne Nachkommen bzw. einem Elternteil mit Nachkomme). Die durchschnittliche Größe eines Haushalts lag bei 2,25 Personen und die durchschnittliche Familiengröße bei 2,71 Personen.
18,1 % der Bevölkerung waren jünger als 20 Jahre, 18,5 % waren 20 bis 39 Jahre alt, 27,7 % waren 40 bis 59 Jahre alt und 35,8 % waren mindestens 60 Jahre alt. Das mittlere Alter betrug 51 Jahre. 47,3 % der Bevölkerung waren männlich und 52,7 % weiblich.
Das durchschnittliche Jahreseinkommen lag bei 36.310 $, dabei lebten 20,1 % der Bevölkerung unter der Armutsgrenze.